# 6808 Plantin
6808 Plantin eller 1932 CP är en asteroid i huvudbältet som upptäcktes den 5 februari 1932 av den tyske astronomen Karl Wilhelm Reinmuth i Heidelberg. Den har fått sitt namn efter den fransk-belgiske boktryckaren Christophe Plantin.
Asteroiden har en diameter på ungefär 5 kilometer.